# Liberal-Demokratische Partei Deutschlands
De Liberal-Demokratische Partei Deutschlands (LDPD of LDP, Liberaal-democratische Partij van Duitsland) was een Oost-Duitse politieke partij.

## Geschiedenis
De LDPD werd op 5 juli 1945 in de Sovjet-bezettingszone in Duitsland opgericht. De oprichters waren meestal afkomstig uit de liberale partijen ten tijde van de Weimarrepubliek, de links-liberale Duitse Democratische Partij (Deutsche Demokratische Partei, DDP) en de conservatief-liberale Duitse Volkspartij (Deutsche Volkspartei, DVP). Een aantal oprichters was echter nog nooit lid geweest van een partij. De meeste oprichters waren van protestantsen huize.
De partij stond aanvankelijk in nauw contact met haar West-Duitse collega de FDP, maar al spoedig bleek dat de Sovjetautoriteiten deze samenwerking onmogelijk probeerden te maken. Bij de vrije verkiezingen in de Sovjet-Russische bezettingszone werd de LDPD na de Sozialistische Einheitspartei Deutschlands de grootste partij. Daarna werd de LDPD net als de CDU en enkele andere partijen lid van het door de SED gedomineerde Antifascistisch Blok, vanaf 1949 het Nationale Front geheten. Op die manier kon de LDPD in de DDR als legale zogenaamde Blokpartij blijven bestaan. Van 1949 tot 1989 maakte de LDPD deel uit van de regering. De LDPD bezette 52 zetels in de Volkskammer. Daarnaast vertegenwoordigde één vrouw de LDPD in de fractie van de Democratische Vrouwenbond van Duitsland (Demokratischer Frauenbund Deutschlands, DFD). In de jaren vijftig erkende men de leidende rol van de SED en het marxisme-leninisme.
De LDPD was georganiseerd volgens het principe van het democratisch centralisme. De Partijdag was het hoogste orgaan van de LDPD. In de regel vond iedere vijf jaar een partijdag plaats. Het partijcongres koos een Centraal Bestuur (Zentralvorstand), dat op zijn beurt een Politiek Comité (Politischer Ausschuß) en een Secretariaat (Sekretariat) benoemde. Het Politiek Comité en het Secretariaat waren de werkelijke machtsorganen van de LDPD. De voorzitter van de LDPD was de belangrijkste bestuurder van de partij en had zowel zitting in het Politiek Comité als het Secretariaat van het Centrale Bestuur.
In oktober 1989 trad de LDPD uit het Nationaal Front en werd zij een oppositiepartij. Bij de vrije verkiezingen in de DDR in maart 1990 behaalde de LDPD onder de naam Liberale 21 zetels. Na de Duitse hereniging ging de LDPD op in de FDP.

## Buitenlandse contacten
De LDPD onderhield contacten met liberale partijen in de socialistische wereld, de Democratische Partij (Polen) (Stronnictwo Demokratyczne, SD), de Tsjechoslowaakse Socialistische Partij (Československá strana socialistická, CSS), de Democratische Partij van Vietnam en de Sociaaldemocratische Partij (Noord-Korea) (Chõson Sahoeminjudang, CS). De LDPD onderhield ook betrekkingen met de West-Duitse FDP, betrekkingen die aanvankelijk koel waren, maar sinds de jaren 80 intensiever werden.

## Feiten en cijfers[6]
- Beroepsstructuur:
  - 30,9% - Publieke sector (ambtenaren, technici, dienstverlenenden e.d.)
  - 14,4% - Zelfstandige handwerklieden en kooplieden
  - 13,4% - Boeren
  - 13,3% - Arbeiders
  - 11,7% - Huisvrouwen
  - 9,2% - Overige beroepen/zonder beroep
  - 5,7% - Vrije beroepen
  - 1,0% - Ondernemers

- Vrouwenaandeel:

- geen opgave

- Leeftijdsaandeel:

- geen opgave

- Partijdagen:[7]

- - 1e Partijdag - 6/7-8/7/1946 - Erfurt
  - 2e Partijdag - 4/7-7/7/1947 - Eisenach
  - 3e Partijdag - 26/2-28/2/1949 - Eisenach
  - 4e Partijdag - 30/6-2/7/1951 - Eisenach
  - 5e Partijdag - 28/5-31/5/1953 - Dresden
  - 6e Partijdag - 5/7-7/7/1955 - Weimar
  - 7e Partijdag - 5/7-8/7/1957 - Weimar
  - 8e Partijdag - 6/7-8/7/1960 - Weimar
  - 9e Partijdag - 15/2-17/2/1963 - Weimar
  - 10e Partijdag - 27/11-30/11/1967 - Weimar
  - 11e Partijdag - 16/2-19/2/1972 - Weimar
  - 12e Partijdag - 2/3-4/3/1977 - Weimar
  - 13e Partijdag - 5/4-7/4/1982 - Weimar
  - 14e Partijdag - 9/4-11/4/1987 - Weimar

Lijst van voorzitters van de LDPD
| Waldemar Koch     | 1945                               |
| Wilhelm Külz      | 1945-1948                          |
| Arthur Lieutenant | 1948                               |
| Karl Hamann       | 1948-1952 (co-voorzitter t/m 1950) |
| Hermann Kastner   | 1949-1950) (co-voorzitter)         |
| Hans Loch         | 1952-1960                          |
| Max Suhrbier      | 1960-1967                          |
| Manfred Gerlach   | 1967-1990                          |
| Rainer Ortleb     | 1990                               |

Lijst van Secretarissen-generaal
| Günter Stempel   | tot 1950  |
| Herbert Täschner | 1950-1954 |
| Manfred Gerlach  | 1954-1967 |

Enkele prominente LDPD'ers (behalve de reeds genoemde):
- Bruno Benthien (minister van Toerisme)
- Hans-Joachim Heusinger (minister van Justitie)
- Ernst Hilzheimer (medeoprichter LDPD)
- Peter Moreth (vicepremier DDR)
- Marie Pleissner (functionaris LDPD)
- Manfred Preiss (minister van Regionale en Communale Aangelegenheden)
- Herbert Täschner (secretaris-generaal LDPD)
- Axel Viehweger (minister van Woningbouw en Stedelijke Vorming)
- Hartmut Zippel (LDPD functionaris)

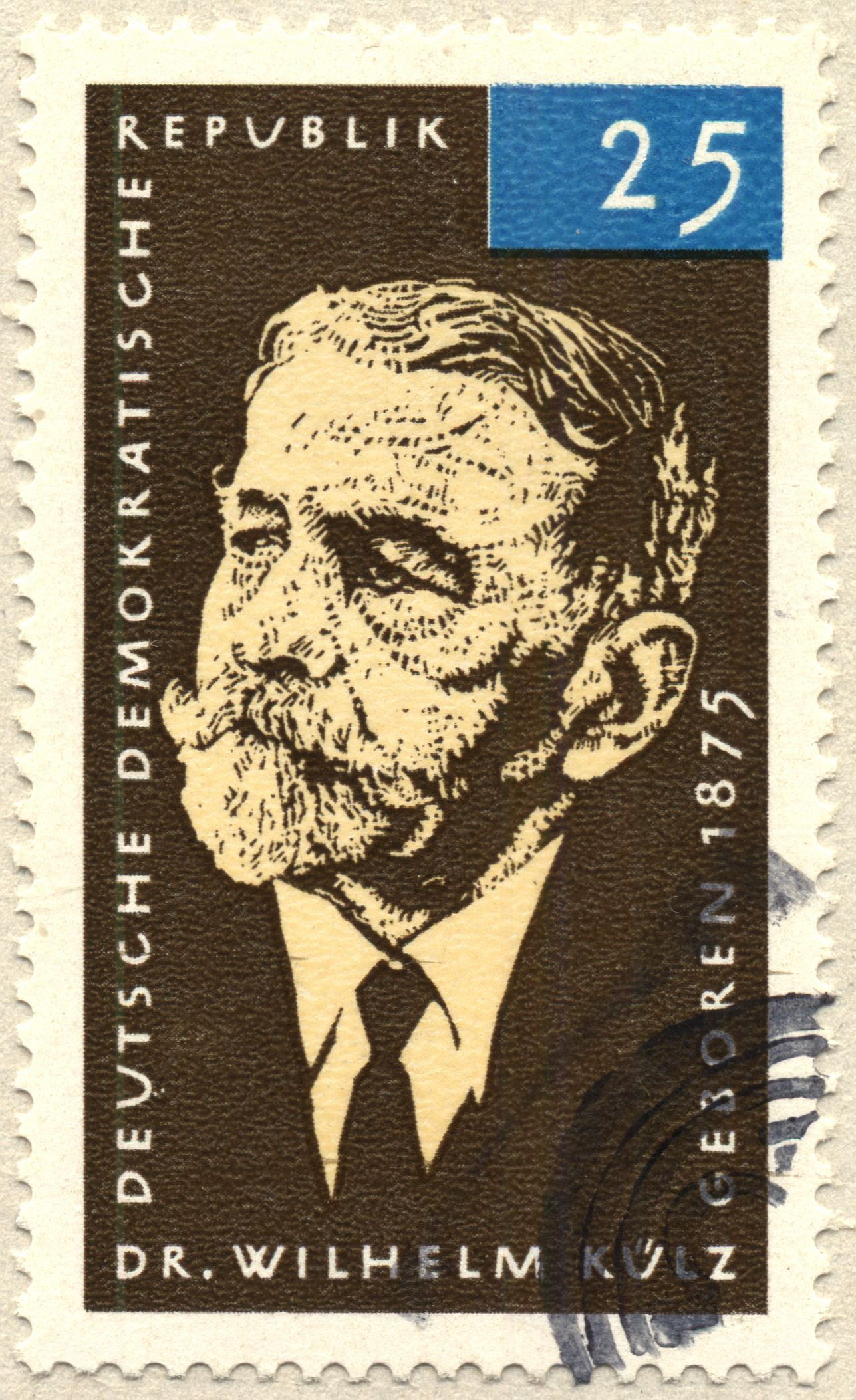
Wilhelm Külz

Zie ook: DDR - Christlich-Demokratische Union Deutschlands (CDUD) - NDPD - FDJ - SED - Nationaal Front - liberalisme - FDP

## Voetnoten
1. ↑  Wilhelmine Schirmer-Pröscher
2. ↑  Die "befreundeten Parteien" der SED, door: Peter Joachim Lapp, 1988, blz. 54-55
3. ↑  Een liberale partij, geen - ondanks wat de naam doet vermoeden - socialistische partij
4. ↑  Die "befreundeten Parteien" der SED, door: Peter Joachim Lapp, 1988, blz. 104
5. ↑  Die "befreundeten Parteien" der SED, door: Peter Joachim Lapp, 1988, blz. 108-109
6. ↑  Die "befreundeten Parteien" der SED, door: Peter Joachim Lapp, 1988, blz. 37
7. ↑  Die "befreundeten Parteien" der SED, door: Peter Joachim Lapp, 1988, blz. 59-60